# Medeea (Seneca)

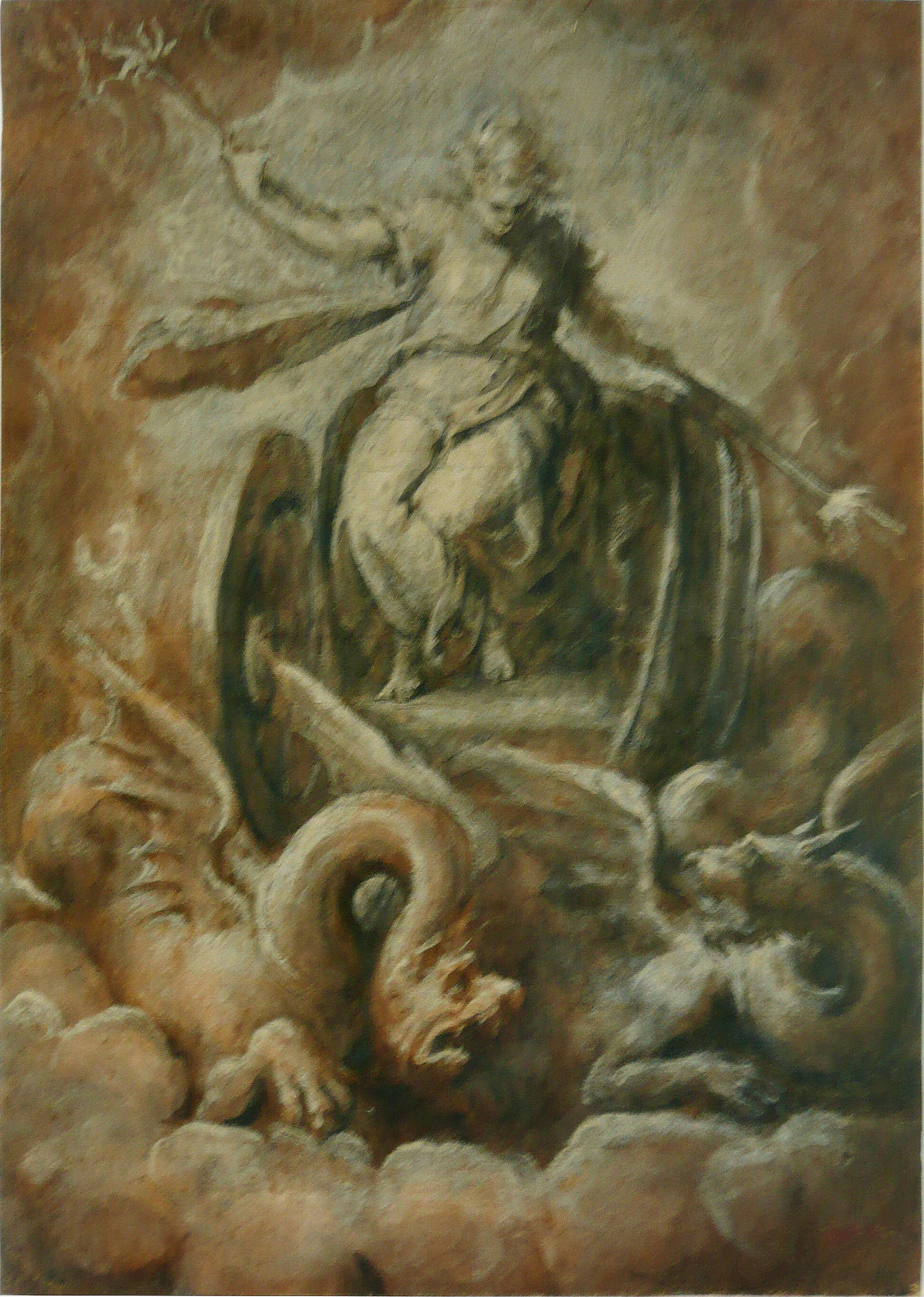
Medeea de Andrea Schiavone

Medeea este o fabula crepidata (tragedie romană ce abordează un subiect grec) de aproximativ 1027 versuri, scrisă de Seneca. Este majoritar considerată cea mai bună dintre piesele sale timpurii. A fost scrisă în jurul anului 50 d.Hr.. Acțiunea piesei se desfășoară în Corint, Grecia. Personajul principal, vrăjitoarea Medeea, rostește peste jumătate din replicile tragediei.
Evenimentele din Medeea iau loc după întoarcerea corăbiei Argo de pe țărmurile Lânii de Aur și reprezintă sfârșitul poveștii de dragoste dintre Iason și nepoata lui Helios, protagonista căutând răzbunare pentru actele de trădare comise împotriva sa. Opera continuă astfel linia narativă originată în Argonautica (Apollonius din Rodos) și Peliades (Euripide).

## Personaje
- Medeea, soția lui Iason
- Doica Medeei
- Creon, regele Corintului și tatăl Creusei
- Iason, liderul argonauților
- Crainicul
- Cei doi fii ai Medeei
- Corul, alcătuit din bărbați corinteni
- Soldații și slugile lui Creon

## Istoria Medeei cu Iason
Moștenitorul de drept al cetății Iolco, Iason, pleacă în căutarea Lânii de aur, pentru a-și însuși tronul unchiului său, Pelias. Călătoria îl poartă în Colhida, ținut condus de fratele lui Circe, Eete. Acesta îl însărcinează cu trei misiuni, pe care Iason le duce la bun sfârșit, fiind ajutat de Medeea, fiica regelui. Cei doi se îndrăgostesc și fug împreună. Medeea își căsăpește fratele pentru a-l distrage pe tatăl său din căutarea lor. Ajunși înapoi în Iolco, Pelias refuză să cedeze tronul, întărâtând disprețul Medeei. Aceasta le păcălește pe fiicele lui Pelias să îl omoare, promițându-le că ea va urma să-l întinerească prin farmece. Regicidul îi alungă pe iubiți în Corint, unde au doi copii.

## Conținut
Tragedia exemplifică consecințele nefaste ale violării normelor sfinte ale naturii, faimoasele foedera mundi. Protagonista depășește statura unui personaj uman și încorporează în fizionomia sa simbolistică trăsături ale forțelor demonice și haotice, declanșate de încălcarea sfintelor foedera mundi, săvârșită de Iason. Devastată de furor, Medeea este un personaj tenebros, stăpân pe rituri lugubre și resorturi diabolice. Oricât de insolit, de inuman în furia sa - după uciderea copiilor, în fapt, Medeea aproape nu cunoaște remușcarea - personajul corespundea tendințelor noului curent literar, îndrumat de Senenca spre hiperbolic, spre extrem, unde își află locul și preferința pentru magic și demonic. 
– Eugen Cizek

#### Actul I
Medeea invocă puterea zeilor (Lucina, Minerva, Neptun, Hecate, Pluton, Proserpina), rugându-i să îi vină în ajutor. Cere Furiilor moartea noii mirese a lui Iason și a tatălui ei, regele Creon. Blestemă apoi pe conducătorul corăbiei Argo, dorindu-și ca uciderile comise de ea până atunci să se repete în Corint. Între timp, nemuritorii sunt chemați și de către corul nupțial corintean, Jupiter, Pacea, Hymeneu și restul panteonului fiind cinstiți prin epitalam pentru binecuvântarea uniunii dintre Creusa și Iason.

#### Actul II
Medeea, cuprinsă de disper, este dojenită de doica sa, care o sfătuiește să-și îngroape visurile răzbunării. Cele două se confruntă până la intrarea lui Creon, venit să o exileze pe vrăjitoare din țara sa. Medeea îi cere regelui dreptul să se apere, explicându-i că toate crimele de care este acuzată au fost înfăptuite din dragostea pentru și spre folosul lui Iason. Regele îi ia însă partea noului său ginere, o asigură pe Medeea că va avea grijă de copiii ei și îi dă răgaz o zi să părăsească Corintul.
Corul elogiază curajul primilor corăbieri și năzuința de a propăși care însuflețește pe oameni.

#### Actul III
Doica o urmează pe Medeea care, în mijlocul unui delir, iese cu grabă din casă. Servitoarea încearcă să-și calmeze stăpâna, când în tablou apare Iason. Medeea îi reproșează mirelui sentința ce va trebui s-o respecte, cerându-i eliberarea. Ca răspuns, Iason o informează că pedeapsa-i inițială era moartea. Vrăjitoarea îl îmbie, fără succes, să o însoțească în exil, abandonând viitorul tron. Lăsată singură, Medeea se adună și își pregătește răzbunarea.
Corul cântă despre neasemuita ură a soțiilor părăsite și descrie destinul argonauților, osândiți de Neptun pentru temeritatea lor.

#### Actul IV
Doica descrie cu groază descântecele Medeei, chemătoare de șerpi. Vrăjitoarea amestecă veninul reptilelor cu buruieni din Caucaz și măruntaiele unei bufnițe. Așezată la altarul din fața casei sale, Medeea își varsă sângele, invocând-o pe Hecate pentru un ultim serviciu. Colhidiana îmbibă o mantie în otrava făurită și, săvârșind vraja, își trimite copiii cu darul de nuntă. 
Corul descrie temperamentul Medeei, asemenea unei tigroaice jefuite de puii ei.

#### Actul V
Crainicul anunță înspămâintat moartea Creusei și a lui Creon, arși în focul stârnit de Medeea. Acasă, vrăjitoarea victorioasă începe să halucineze, meditând la răzbunarea pe Iason. Își ia unul dintre copii și îl străpunge cu spada, omorându-l. Ia cadavrul și urcă cu celălalt băiat pe acoperiș. Iason, însoțit de soldați, încearcă să-i incendieze casa. Furia Medeei biruiește însă, aceasta tăindu-și și al doilea fiu și părăsindu-l pe Iason la hamurile unui car tras de șerpi înaripați.

## Influență
Piesa de teatru conține câteva rânduri văzute în Epoca europeană a descoperirilor ca prevestitoare a aflării Lumii Noi, fiind incluse în El Libro de las Profecías de Cristofor Columb:
venient annis saecula seris,
quibus Oceanus vincula rerum
laxet et ingens pateat tellus
Tethysque novos detegat orbes
nec sit terris ultima Thule.
În șiragul de veacuri, și-atuncea Oceanul,
Slobozindu-și cătușele, va să ivească
Un pământ uriaș, și o tânără lume
Dezveli-ne-va Thetys, să nu mai fii, Thule,
Cel din urmă tărâm!